# M36
М36 (също познат като NGC 1960) е разсеян звезден куп в съзвездието Колар. Съдържа около 60 звезди
Открит е от италианския астроном Джовани Батиста Ходиерна преди 1654 г.
В Нов общ каталог се води под номер NGC 1960.
Разстоянието до М36 e изчислено на около 4100 светлинни години.